# Igor Paim
Igor Paim Sganderla, conocido como Igor Paim, es un futbolista brasileño. Nació en São Lourenço do Oeste el 5 de noviembre de 1997. Actualmente juega en las filas del Fútbol Club Cartagena.

## Biografía
Se formó en las categorías inferiores del Figueirense Futebol Clube hasta llegar al primer equipo. En enero de 2018 ficha por el Rampla Juniors FC de la Primera División de Uruguay
En el club uruguayo aparte de la competición doméstica en la que hizo tres goles, disputa la Copa Sudamericana en la que logra un gol ante el equipo peruano del UTC Cajamarca.

## Clubes
| Club                       | País    | Temporada | Partidos | Goles |   |   |
| -------------------------- | ------- | --------- | -------- | ----- | - | - |
| Figueirense Futebol Clube  | Brasil  | 2007      | 0        | 0     | 0 | 0 |
| Rampla Juniors Fútbol Club | Uruguay | 2018      | 16       | 4     | 3 | 0 |
| Fútbol Club Cartagena      | España  | 2018-2020 | 0        | 0     | 0 | 0 |